# Freddy Mulongo (football)
Pour les articles homonymes, voir Freddy Mulongo.
 (février 2022).
Si vous disposez d'ouvrages ou d'articles de référence ou si vous connaissez des sites web de qualité traitant du thème abordé ici, merci de compléter l'article en donnant les références utiles à sa vérifiabilité et en les liant à la section « Notes et références ».
Freddy Mulongo, né le 9 mars 1939 à Élisabethville au Congo belge (devenu République démocratique du Congo) et décédé le 29 mai 2015 à Kinshasa, est un footballeur congolais (RDC).

## Biographie
Il commence sa carrière au TP Englebert en 1958, il fut ensuite transféré le 1 juillet 1959 au Vervietois.
Le 1 juillet 1962 il est transféré au Standard de Liège, remportant le titre de champion de Belgique en 1963 et devenant le deuxième joueur congolais de l'histoire du club belge après Paul Bonga Bonga.
Le 1 juillet 1966, il rentre au Congo, pour jouer au CS Imana jusqu'en 1968.
Il remporte une Coupe d’Afrique des nations avec les Léopards du Zaïre en 1968.
Ingénieur de formation et aussi musicien,, il est par la suite nommé ambassadeur itinérant du président Laurent-Désiré Kabila,.

## Palmarès
- Champion de Belgique en 1963 avec le Standard de Liège

## Source et liens externes
- Fiche de Freddy Mulongo sur tout-sur-le-standard-de-liege.blogspot.com
- Ressources relatives au sport :   - Mondefootball
  - National Football Teams
  - Transfermarkt